# Walker Lake
Walker Lake – jednostka osadnicza w Stanach Zjednoczonych, w stanie Nevada, w hrabstwie Mineral.